# Thrinaxodon

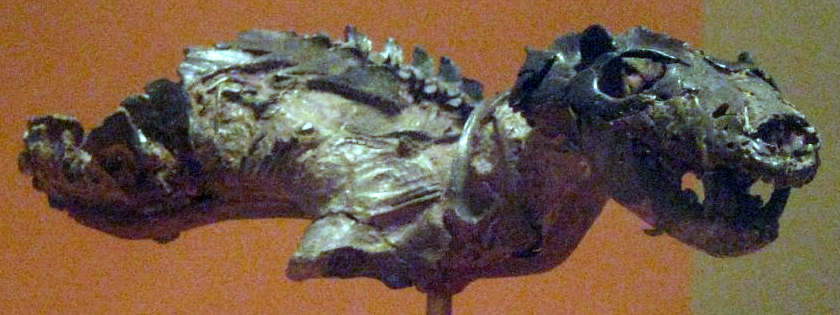
Fosilă de Thrinaxodon liorhinus

Thrinaxodon este un gen dispărut de cinodont, cu trăsături de reptilă și mamifer care a trăit în triasicul timpuriu, acum aproximativ 245 de milioane de ani.